# Кадашёвский тупик
Кадашёвский тупик — тупик в центре Москвы. Примыкает к нечётной стороне 1-го Кадашёвского переулка между домами №№ 9 и 11.

## Происхождение названия
Назван в начале XX века по соседним Кадашёвским переулкам, в связи с расположением его на месте дворцовой Кадашёвской хамовной (ткацкой) слободы. Ранее назывался Тупой переулок.

## История
Тупик возник в XVII веке в Кадашёвской хамовной (ткацкой) слободе. Первоначально он был переулком и выходил на Большую Ордынку, но в конце XVIII века превратился в тупик. С северной стороны к тупику примыкает территория церкви Воскресения Христова в Кадашах. В 2004 году в тупике открыт музей «Кадашёвская слобода».

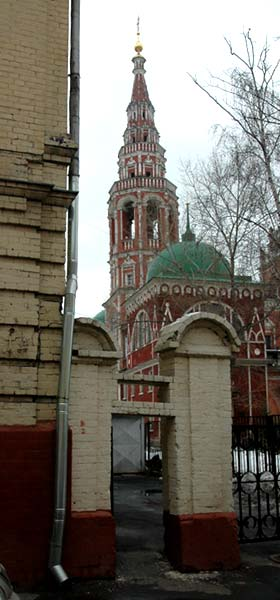
Ворота дома 6/9 и Колокольня церкви Воскресения

## Примечательные здания и сооружения
По нечётной стороне:
- № 3, строение 1 — главный дом усадьбы купца П. П. Пирогова, завещанный им на вечное поминовение церкви Воскресения Христова в Кадашах («дом дьякона»), 1813 года постройки, окончательно снесён в сентябре 2015 года.

По чётной стороне:
- № 2, строение 6 — музей «Кадашёвская слобода»